# Trifiodoro
Trifiodoro (in greco antico: Τριφιόδωρος?, Triphiódōros; Egitto, ... – ...; fl. III secolo) è stato uno scrittore e poeta greco antico.

## Biografia
Nato in Egitto, vissuto alla metà del III secolo,  autore di svariate opere perdute (Marathoniaca, una storia di Ippodamia e una rielaborazione dell'Odissea, secondo una tradizione risalente a Timolao in età ellenistica e Nestore di Laranda nella prima età imperiale).
In effetti, quel poco che si conosce della vita di Trifiodoro proviene dal lessico bizantino Suda che indica che egli era di Panopoli (oggi Akhmim, Egitto) e che era un grammatico e poeta epico, ma non aiuta con la sua datazione.
Tradizionalmente era datato al V secolo, poiché da un lato si riteneva imitasse le Dionisiache di Nonno di Panopoli (a sua volta datato al IV-V secolo), dall'altro, appariva imitato da Colluto, vissuto sotto l'imperatore Anastasio, 491-518. Tuttavia, la pubblicazione nel 1970 di un frammento di papiro da Ossirinco, che contiene i versi 301-402 del Sacco di Troia e datato al III secolo o agli inizi del IV, ha fatto anticipare la sua datazione al III secolo.

## LaPresa di Troia
Di Trifiodoro rimane un epillio, dal titolo La presa di Troia (Ἰλίου Ἅλωσις, in latino Ilii excidium), in 691 esametri dattilici, stilisticamente vicino, come detto, a Nonno di Panopoli e a Quinto Smirneo. L'epillo è stato edito per la prima volta da Aldo Manuzio nel 1521 insieme a opere di Quinto Smirneo e di Colluto.
Il poeta, dopo una brevissima invocazione a Calliope, tratta della situazione disastrosa delle truppe dei Greci e Troiani (vv. 6-39): entrambi sono minati dalla stanchezza di anni di combattimenti e di pesanti perdite. I Greci catturano Eleno, veggente di Troia e, seguendo il suo consiglio, chiamano Neottolemo (figlio di Achille) per rinfrancare l'esercito e rubare il Palladio da Troia (vv. 40-56). La costruzione del cavallo di legno è ispirata da Atena e il poeta ne dà una lunga descrizione (vv. 57-107), dopodiché i Greci tengono un'assemblea in cui Odisseo convince i combattenti più coraggiosi a nascondersi con lui nel cavallo e il resto delle truppe a fingere di fuggire da Troia, mentre si prepareranno a tornare nella notte seguente (108-234).
Il mattino seguente i Troiani scoprono la scomparsa dell'esercito acheo, ispezionano il loro accampamento e ammirano il cavallo di legno (235-257). Sinone appare davanti a loro coperto di sangue e convince Priamo a prendere il cavallo nella loro cittadella per conquistare l'attenzione di Atena ed evitare che aiuti i Greci a tornare (258-303). I Troiani decidono di trasportare il cavallo e rompono le mura, altrimenti indistruttibili, di Troia per portarlo nella loro cittadella (304-357), al che Cassandra cerca di farli rinsavire, ma, su ordine di Priamo, viene allontanata (358-443).
Mentre si festeggia la fine della guerra, Afrodite dice ad Elena di riunirsi a Menelao (che si nasconde nel cavallo): sicché Elena va al tempio di Atena, dove il cavallo è tenuto e chiama per nome gli eroi nascosti, fingendo di imitare le voci delle loro mogli, in modo da tentarli ad uscire. Uno di loro, Anticlo, sta per cedere e Odisseo deve strangolarlo, mentre per ordine di Atena Elena si reca nella sua stanza e accende una torcia per chiamare la flotta greca a Troia per la battaglia finale (454-498a).
Mentre i Troiani sono sopraffatti da un sonno profondo, gli dei abbandonano Troia ed Elena e Sinone accendono le torce per guidare il ritorno della flotta greca (498b-521). La flotta arriva e i guerrieri nascosti lasciano il cavallo, dando inizio ad una lunga notte di combattimenti, ricca di episodi drammatici (506-663).
Il poeta poi decide di porre fine alla narrazione e concludere (664-667) con la una breve descrizione di come, all'inizio del nuovo giorno, i vincitori controllino i sopravvissuti e bottino, mettano Troia a fuoco, sacrifichino Polissena per placare lo spirito di Achille, distribuiscano il bottino e lascino la città per sempre (668-691).